# Élections municipales partielles françaises de 2014
Des élections municipales partielles ont lieu en 2014 en France.